# Killing Machine
Killing Machine eller Hell Bent for Leather är ett album av den brittiska hårdrocksgruppen Judas Priest. Albumet släpptes 1978 under namnet Killing Machine i Europa, men det fick titeln Hell Bent for Leather när det släpptes i USA 1979. På den första versionen fanns inte låten 'The Green Manalishi' med.

## Låtarna på albumet
1. "Delivering The Goods"
2. "Rock Forever"
3. "Evening Star"
4. "Hell Bent For Leather"
5. "Take On The World"
6. "Burnin' Up"
7. "The Green Manalishi (With The Two-Pronged Crown)"
8. "Killing Machine"
9. "Running Wild"
10. "Before The Dawn"
11. "Evil Fantasies"